# Višak zaposlenih
Višak zaposlenih, odnosno tehnološki višak (termin iz prethodnog Zakona o radu, često spominjan u srpskim medijima), može nastati usled različitih promena u konkretnom preduzeću. U prvu grupu promena spadaju tehnološke promene, kada npr. zamenom mašina modernijom i efikasnijom opremom, dolazi do smanjenja potrebe za radom jednog broja proizvodnih radnika. Organizacione promene, poput spajanja preduzeća iz iste delatnosti, mogu dovesti do ukidanja nekih radnih mesta. Ekonomske promene, prouzrokovane smanjenjem obima poslovanja, ukazuju na neophodnu redukciju troškova, a to povlači za sobom i otpuštanje određenog broja radnika.
Prema članu 153. stav 1 Zakona o radu, poslodavac koji utvrdi da će zbog tehnoloških, ekonomskih ili organizacionih promena doći do prestanka potrebe za radom određenog broja radnika u radnom odnosu na neodređeno vreme, dužan je da donese program rešavanja viška zaposlenih.
Ko ima obavezu da donese ovaj program? 
Poslodavci kod kojih će, usled tehnoloških, ekonomskih i organizacionih promena, u okviru perioda od 30 dana, doći do prestanka potrebe za radom:
- 10 zaposlenih, kod poslodavca koji zapošljava izmeću 20 i 100 radnika,
- 10% zaposlenih, kod poslodavca koji ima najmanje 100, a najviše 300 radnika,
- 30 zaposlenih, kod poslodavca koji ima više od 300 zaposlenih.

Pored navedenog, to su i svi oni poslodavci kod kojih će, iz istih razloga, doći do prestanka potrebe za radom najmanje 20 zaposlenih, u okviru perioda od 90 dana, bez obzira na ukupan broj zaposlenih.
Ovo zakonsko rešenje, iako bolje od prethodnog Zakona o radu, ostavlja prostor za zaobilaženje programa rešavanja viška zaposlenih. Program se može zaobići ukoliko poslodavac zapošljava manji broj radnika ili ako ima manje prekobrojnih radnika od mere iz člana 153. Zakona o radu. Takođe, moguće je da produženjem roka za otpuštanje viška radnika, poslodavac ponovo zaobiđe donošenje programa .
Pre donošenja samog programa, poslodavac je dužan da u saradnji sa reprezentativnim sindikatom i Nacionalnom službom za zapošljavanje, preduzme odgovarajuće mere za ponovno zapošljavanje viška zaposlenih.
Ukoliko se ne pronađe nikakvo rešenje za zaposlene koji predstavljaju višak, pristupa se izradi programa.

## Sadržaj programa
1. Razlozi prestanka potrebe za radom zaposlenih,
2. Ukupan broj zaposlenih kod poslodavca,
3. Broj, kvalifikaciona struktura, godine starosti, staž osiguranja zaposlenih koji su višak, poslovi koje obavljaju,
4. Kriterijumi za utvrđivanje viška zaposlenih,
5. Mere za zapošljavanje,
6. Sredstva za rešavanje socijalno-ekonomskog položaja viška zaposlenih,
7. Rok u kome će biti otkazan ugovor o radu.

Poslodavac je dužan da predlog programa dostavi reprezentativnom sindikatu i Nacionalnoj službi za zapošljavanje, najkasnije osam dana od dana utvrđivanja predloga programa, radi davanja mišljenja. Program donosi odbor direktora, a kod poslodavca koji ne poseduje ovaj organ društva – direktor, odnosno preduzetnik.
Centralno mesto u programu zauzimaju kriterijumi za utvrđivanje i mere za rešavanje viškova zaposlenih.

## Kriterijumi za utvrđivanje viška
Kriterijumi za utvrđivanje viška radnika treba da budu usklađeni sa Opštim kolektivnim ugovorom, a njihova primena treba da bude kaskadna.
Najveći značaj treba da ima uspešnost u radu, što obezbeđuje i zaštitu najboljih radnika. Ukoliko su dva radnika podjednako uspešna u obavljanju istog posla, prednost se daje radniku sa slabijim imovinskim stanjem, zatim sa većim brojem članova porodice, sa dužim radnim stažom, slabijim zdravstvenim stanjem, većim brojem dece koja se školuju, itd.
Uspešnost u radu, kao kriterijum, može da bude predmet sudskog veštačenja, pogotovo ukoliko se zasniva na subjektivnoj proceni rukovodioca.
Među kriterijumima za utvrđivanje viška ne mogu se naći: odsustvovanje zaposlenog sa rada zbog privremene sprečenosti za rad, trudnoće, porodiljskog odsustva, nege deteta,posebne nege deteta. Odsustvovanje sa rada je pravo zaposlenog, koje proističe iz radnog odnosa, tako da bi u slučaju nepoštovanja ovog prava, radnik bio diskriminisan.

## Mere za rešavanje viška
Program treba da ponudi takve mere za zapošljavanje radnika, za čijim je radom prestala potreba, a ako one ne daju rezultat, poslodavac može zaposlenom da otkaže ugovor o radu, pod određenim uslovima.
1. Premeštaj na druge poslove obezbeđuje da radnik ostane u istom preduzeću, ali da obavlja druge vrste poslova. Ti poslovi moraju da odgovaraju njegovom stepenu stručne spreme, a mogu se obavljati kako na postojećoj, tako i na nekoj drugoj lokaciji.
2. Rad kod drugog poslodavca obezbeđuje da radnik nastavi rad u drugoj radnoj sredini. Zaposleni se, u zavisnosti od konkretne situacije, privremeno ili trajno upućuje kod drugog poslodavca. Ovo je nemoguće bez dogovora prethodnog i novog poslodavca, a korisno je i posredovanje Nacionalne službe za zapošljavanje.
3. Prekvalifikacija i dokvalifikacija – osposobljavanje radnika za obavljanje drugih, obično deficitarnih poslova, koji omogućava brže zapošljavanje. Sama prekvalifikacija odnosi se na osposobljavanje za rad u drugoj struci. S druge strane, dokvalifikacija podrazumeva obavljanje kompleksnijih poslova u istoj struci. Nakon osposobljavanja, radnik se premešta na druge poslove u istom preduzeću ili se upućuje na rad u drugo preduzeće.
4. Rad sa nepunim radnim vremenom – radnik ostaje u radnom odnosu, ali sa radnim vremenom koje ne može biti kraće od polovine punog radnog vremena. Ovde je moguće i uspostavljanje dvojnog radnog odnosa.
5. Druge mere uključuju:
  - sticanje višeg stepena obrazovanja,
  - rad u radnom odnosu na određeno vreme ili van prostorija poslodavca,
  - rad po ugovoru o obavljanju privremenih ili povremenih poslova,
  - rad po ugovoru o delu,
  - dopunski rad,
  - podrška u samozapošljavanju i sl.[4]

## Otpremnina
Poslodavac je dužan da, pre otkaza ugovora o radu, zaposlenom isplati otpremninu u visini utvrđenoj opštim aktom ili ugovorom o radu.
Otpremnina ne može biti niža od zbira trećine zarade zaposlenog za svaku navršenu godinu rada u prvih deset godina provedenih u radnom odnosu i četvrtine zarade zaposlenog za svaku narednu navršenu godinu rada, nakon desetogodišnjeg radnog odnosa.
Pod zaradom se, u ovom slučaju podrazumeva prosečna zarada zaposlenog, isplaćena za tri poslednja meseca, koja prethode mesecu u kojem se isplaćuje otpremnina.
Prevedeno u brojke, ukoliko ste bili zaposleni 3 godine,pri čemu je vaša prosečna zarada iznosila 45.000,00 dinara, minimalan iznos otpremnine biće 45.000,00 dinara. Za 11 godina radnog staža, sa istom prosečnom platom, minimalna otpremnina iznosiće 161.250,00. ( 150.00,00 dinara za prvih deset godina i 11.250,00 dinara za jedanaestu godinu)
Zaposleni kome poslodavac posle isplate otpremnine otkaže ugovor o radu, ostvaruje pravo na novčanu naknadu, pravo na penzijsko I invalidsko osiguranje, kao I pravo na zdravstvenu zaštitu, u skladu sa propisima o zapošljavanju.

## Novčana naknada
U skladu sa članom 67 Zakona o zapošljavanju i osiguranju za slučaj nezaposlenosti, radnik koji je proglašen viškom, stiče pravo na novčanu naknadu.
Osnovica za utvrđivanje visine novčane naknade jeste prosečna zarada, odnosno plata ili naknada zarade nezaposlenog, u poslednjih šest meseci koji prethode mesecu u kojem je prestao radni odnos, odnosno osiguranje.
Novčana naknada utvrđuje se kao 50% osnovice, pri čemu, tako definisana, ne sme biti viša od 160% niti sme biti niža od 80% minimalne zarade utvrđene za mesec u kome se vrši isplata novčane naknade.
Novčana naknada isplaćuje se nezaposlenom:
1. tri meseca, ako ima staž osiguranja od jedne do pet godina,
2. šest meseci, ukoliko je staž osiguranja između pet i petnaest godina,
3. devet meseci, ako je nezaposleni bio osiguran više od 15, a manje od 25 godina,
4. godinu dana, ukoliko je staž osiguranja duži od 25 godina.

Izuzetak predstavljaju nezaposleni kojima je do ispunjavanja prvog uslova za ostvarivanje prava na penziju ostalo do 2 godine. Njima se novčana naknada isplaćuje 24 meseca.
Korisnik novčane naknade dužan je da se svakih 30 dana lično javlja Nacionalnoj službi za zapošljavanje, radi obaveštavanja o mogućnostima i uslovima zaposlenja i posredovanja u zapošljavanju, u skladu sa individualnim planom zapošljavanja.
Isplata novčane naknade nastavlja se tokom:
1. trajanja dodatnog obrazovanja i obuke, u skladu za ličnim planom zapošljavanja,
2. privremene sprečenosti za rad, ali ne duže od 30 dana od dana nastanka privremene sprečenosti.
3. porodiljskog odsustva,odsustva sa rada radi nege deteta i odsustva sa rada radi posebne nege deteta.